# Operazione Gambit
Operazione Gambit è il nome in codice di un'operazione militare, parte della più ampia Operazione Nettuno, nell'ambito dello sbarco in Normandia durante la seconda guerra mondiale.
Tale operazione impegnò due mini-sommergibili che contrassegnarono gli estremi delle spiagge di sbarco britanniche (Gold Beach e Sword Beach) e canadesi (Juno Beach) con luci e bandierine di navigazione.